# Scatopyrodes samiatus
Scatopyrodes samiatus là một loài bọ cánh cứng trong họ Cerambycidae.